# 周锦明
周锦明（1937年8月—），上海嘉定安亭人，中华人民共和国外交官。

## 生平
周锦明曾任外交部北美大洋洲司一等秘书。1993年3月，出任中华人民共和国驻马绍尔群岛大使。1996年5月，自驻马绍尔群岛大使离任。